# Ouadda
Ouadda est une ville de République centrafricaine chef-lieu de l'une des trois sous-préfectures de la préfecture de Haute-Kotto.

## Géographie
La localité se situe sur les rives de la Pipi, cours d'eau affluent de la Kotto.
|            | Dar El Kouti  | Ouandja-Kotto |
| Mbolo-Pata | Ouadda        | Yalinga       |
|            | Samba-Boungou |               |

### Villages
La commune de Ouadda regroupe 33 villages : Akossio, Akpa, Ali-Ouandja, Basse Kotto, Boubou 1, Boungou 2, Boungou 3, Daho, Dinga, Elian, Gbali-Kopé, Komou, Kotto Samba, Kpakpayekpa, Kpéténé 1, Kpéténé 2, Linda 1, Linda 2, Linda 3, Linda 4, Makoui, Ndoho 1, Ndoho 2, Nguerengou, Oualé, Oumar-Kossi, Palako, Paris Kongo, Pipi 1, Pipi 2, Yangoumengué, Yangoundélé, Yangoutambour.

## Histoire
En 1892, la mission Dybowski fonde le poste colonial français de Ouadda. Ce premier poste de Ouadda, construit par Paul Félix Brunache, est situé sur l'Oubangui, entre Bangui et Kouango. Le 13 juin 1916, la localité devient un chef-lieu de subdivision de la Haute-Kotto, le 4 janvier 1935, la subdivision est supprimée, Ouadda devient poste de contrôle administratif du district de Yalinga. Le 16 octobre 1946, le district de Ouadda est créé dans la région du Mbomou. Le 10 février 1958, le district de Ouadda est créé dans la région de Haute-Kotto.
Le 23 janvier 1961, la République centrafricaine indépendante fait de Ouadda le chef-lieu d'une sous-préfecture de Haute-Kotto.
Lors de la reprise des combats en décembre 2012 entre les FACA loyalistes et la coalition rebelle de Séléka la ville tombe aux mains des rebelles,.

## Économie
Ouadda est desservie par un aérodrome (code AITA : ODA).
La localité dispose de liaisons routières au Nord vers Ouanda-Djalé, puis Birao par la RN5, à l'ouest vers Ndélé, à l'Est vers Sam-Ouandja , au sud vers Bria par la RN5.